# Eden (Name)
Eden ist sowohl ein weiblicher wie ein männlicher Vorname und auch ein Familienname.

## Herkunft und Bedeutung
Der Name Eden עֵדֶן ʿēdæn ist ein hebräischer, biblischer Vor- und Ortsname. Er leitet sich von der gleichlautenden Vokabel mit der Bedeutung „Wonne“, „Lust“ ab.
In der Bibel bezeichnet Eden einen – möglicherweise auch zweier – Leviten, der zur Zeit von König Hiskia lebte (2 Chr 29,12  und 2 Chr 31,15 ), sowie den Namen des Landes, wo das Paradies lag (Gen 2,8  u. ö.).

## Verbreitung
In den USA wurde der Name seit Mitte der 1980er Jahre vor allem als Frauenname vergeben. Die Popularität stieg rasch an. Seit den 2010er Jahren ist der Name dort mäßig beliebt. In England und Wales wird der Name seit den 1990er Jahren mäßig häufig vergeben. Auch dort tragen ihn mehr Frauen als Männer. In Israel und Neuseeland findet sich der Name unter den 100 beliebtesten Frauennamen.
In Belgien stieg die Beliebtheit des Namens zu Beginn der 2010er Jahre rapide an, heute zählt er dort zu den beliebtesten Jungennamen. In Frankreich wird der Name seit Mitte der 1990er Jahre regelmäßig vergeben. Zunächst war er fast ausschließlich als Frauenname in Gebrauch, mittlerweile überwiegt die Nutzung als Männername. Als solcher erfreut er sich in Frankreich großer Popularität.
In Deutschland wird der Name äußerst selten vergeben.

## Bekannte Namensträger

### Weibliche Namensträger
- Eden Brent (* 1965), US-amerikanische Pianistin, Songwriterin und Sängerin
- Eden Riegel (* 1981), US-amerikanische Schauspielerin
- Eden Robinson (* 1968), kanadische Schriftstellerin
- Eden Sher (* 1991), US-amerikanische Schauspielerin
- Eden Ben Zaken (* 1994), israelische Sängerin
- Eden Alene (* 2000), israelische Sängerin
- Eden Golan (* 2003), israelische Sängerin

### Männliche Namensträger
- Eden Ahbez (Alexander Aberle; 1908–1995), US-amerikanischer Komponist
- Eden Hason (* 1994), israelischer Sänger
- Eden Hazard (* 1991), belgischer Fußballspieler
- Eden Kane (Richard Sarstedt; * 1940), britischer Sänger
- Eden Ladin (* 1987), israelisch-amerikanischer Jazzmusiker
- Edén Pastora Gómez (Cero, Comandante Cero; 1937–2020), nicaraguanischer Guerillaführer
- Eden Phillpotts (1862–1960), britischer Schriftsteller

### Familienname
- Alfred Eden-Bant (1898–1974), deutscher Zeichner und Maler
- Anthony Eden (1897–1977), britischer Politiker (Conservative Party)
- Arthur Eden (1899–1977), deutscher Maler
- Barbara Eden (* 1931), US-amerikanische Schauspielerin
- Bobbi Eden (* 1980), niederländische Pornodarstellerin
- Burchard Eden (1618–1689), deutscher Jurist
- Charles Eden (1673–1722), britischer Politiker; Gouverneur der Province of North Carolina
- Clarissa Eden (1920–2021), britische Adelige und Autorin
- Davidson Eden (* 1988), deutscher Fußballspieler ghanaischer Herkunft
- Elana Eden (* 1940), israelische Schauspielerin
- Emily Eden (1797–1869), britische Briefschreiberin und Romanautorin
- George Eden, 1. Earl of Auckland (1784–1849), britischer Politiker und Vizekönig von Indien
- Greg Eden (* 1990), englischer Rugby-League-Spieler
- Harry Eden (* 1990), britischer Schauspieler
- Jaap Eden (1873–1925), niederländischer Eisschnellläufer und Radrennfahrer
- Jessie Eden (1902–1986), britische Gewerkschafterin und Politikerin
- John Eden, Baron Eden of Winton (1925–2020), britischer Politiker
- John R. Eden (1826–1909), US-amerikanischer Politiker
- Karise Eden (* 1992), australische Popsängerin
- Kerstin Eden (* 1983), deutsche Techno-DJ
- Mark Eden (Schauspieler) (1928–2021), britischer Schauspieler
- Mark Eden (Gitarrist), britischer Gitarrist
- Martin Eden (1905–1979), norwegischer Schriftsteller, siehe Øivind Bolstad
- Merlin Eden, australischer Filmeditor
- Nicholas Eden, 2. Earl of Avon (1930–1985), britischer Offizier und Politiker
- Oliver Eden, 8. Baron Henley (* 1953), britischer Politiker
- Richard Eden (Kosmograph) (um 1520–1576), britischer Alchemist und Übersetzer
- Richard Eden (Schauspieler) (* 1956), kanadischer Schauspieler
- Richard J. Eden (1922–2021), britischer Physiker
- Robert Eden, 1. Baronet (of West Auckland) (um 1644–1721), britischer Adliger und Politiker
- Robert Eden, 1. Baronet (of Maryland) (1741–1784), britischer Gouverneur von Maryland
- Robert Eden, 3. Baronet (of West Auckland) († 1794), britischer Adliger und Politiker
- Robert Eden (Bischof) (1804–1886), anglikanischer Bischof und Primas der Scottish Episcopal Church
- Rolf Eden (1930–2022), deutscher Playboy und Geschäftsmann
- Rudolf Theis Eden (1883–1925), deutscher Chirurg und Hochschullehrer
- Wiebke Eden (* 1968), deutsche Schriftstellerin
- William Eden (1849–1915), britischer Adliger
- William Eden, 1. Baron Auckland (1745–1814)
- William George Eden, 4. Baron Auckland (1829–1890)
- William Moreton Eden, 5. Baron Auckland (1859–1917)